# امانوئلا ری
امانوئلا ری (ایتالیایی: Emanuela Rei؛ زادهٔ ۲۶ فوریهٔ ۱۹۹۱) بازیگر و خواننده اهل ایتالیا است. وی از سال ۲۰۰۴ میلادی تاکنون مشغول فعالیت بوده است.
از فیلم‌هایی که وی در آن‌ها نقش داشته است، می‌توان به یک خانواده وحشت‌انگیز اشاره نمود.